# Val Cadino
La val Cadino è una valle della catena del Lagorai, in provincia di Trento, tributaria della val di Fiemme, dove sbocca presso il lago di Stramentizzo, a valle dell'abitato di Molina di Fiemme.
È percorsa dal rio di Cadino, affluente di sinistra dell'Avisio e da una strada provinciale (S.P. 31 del Manghen) che collega Molina di Fiemme con Telve in Valsugana. Le estese foreste sono in prevalenza conifere : abete rosso, abete bianco, larice, cirmolo, l'abete del Colorado (introdotto ad inizi '900) e la Douglasia (introdotta nel 1910). Le latifoglie sono solo in aree miste con le conifere e comprendono aceri, sorbi degli uccellatori, betulle, faggi ed ontani verdi.

## Storia
La Val Cadino e laterali presentano segni molto antichi del passaggio dell'uomo. 
Probabilmente area di caccia per gli antichi abitanti della vicina area di Doss Zelor ebbe un'importante evoluzione nei secoli come luogo di passaggio e collegamento con la Valsugana. 
Una scritta incisa su di una parete rocciosa in Val delle Stue (laterale della Val Cadino) in un luogo altamente inaccessibile indica una divisione territoriale tra la comunità cimbra e quella romana di Feltre risalente al I sec. d.C.
La Val Cadino rientrò successivamente nei possedimenti longobardi e dopo di loro in quelli franchi attraverso i baiuvari della dinastia dei guelfi.
La valle incominciò ad avere interesse attorno all'anno mille per via di una serie di miniere nelle quali veniva estratto rame ed argento. I guelfi infatti non cedettero tale territorio e continuarono a mantenerlo attraverso le generazioni successive fino al soverchiamente di potere da parte dei conti del Tirolo che ne divennero effettivi dominatori. Inserito come territorio della contea di Castello trovò pieno sfruttamento attorno alla metà del XIII sec. con il commercio del legname attraverso il passo Manghen e solo in seguito dopo la meta del XV sec.lungo il Rio Cadino attraverso una serie di stue e poi caricato su carri e portato attraverso il passo San Lugano ai porti di Egna.
La Val Cadino e le cime di cresta rappresentarono la prima linea del fronte Austroungarico durante la Prima Guerra Mondiale. Il confine originale del Tirolo era originariamente più a sud ma per poter mantenere una posizione dominante sugli invasori si decise di tenere come prima linea le creste della catena Montuosa del Lagorai. Nella sezione di Cadino operarono vari reparti legati agli Standschutzen, Kaiserjager e K.U.K. tra cui corpi dell'attuale Repubblica Ceca e dell'Ungheria. operazioni di attacco e difesa svolte in questo settore furono minime in quanto parte estrema del complesso di accerchiamento previsto nella bassa Valsugana.
Si verificarono comunque scontri diretti specialmente nella zona del Montalon e passo Val Sorda dove i terreni consentivano un più facile accesso alle truppe nemiche inesperte del territorio . Sul monte Ziolera erano posizionate delle batterie che colpivano la zona attorno a Borgo Valsugana. La linea in quest'area non venne mai sopraffatta o indietreggiata ma si verificarono ugualmente numerosi morti per via delle condizioni estreme di vita a cui i soldati erano sottoposti specialmente nella stagione invernale. Molti soldati morirono vittime di valanghe e in un caso per via di un colpo di obice finito in mezzo al refettorio durante l'ora di pranzo. L'esercito Austroungarico riuscì comunque a mantenere queste posizioni fino al termine della guerra ed avanzare fino alle creste di confine con la cima d'Asta.
Ancora oggi è possibile vedere i resti del conflitto ed attraversare l'intera area attraverso le decine di mulattiere realizzate per lo spostamento veloce delle truppe.